# Route 47 (Alberta)
La Route 47 est une route sud / nord située dans le centre-ouest de l'Alberta. Elle relie la route 40 au sud de Robb à la route 16 à l'ouest d'Edson.

## Intersections majeures
| Municipalité rurale / spécialisée | Ville    | km                              | Destinations                                                                         | Notes                           |
| --------------------------------- | -------- | ------------------------------- | ------------------------------------------------------------------------------------ | ------------------------------- |
| Comté de Yellowhead               | Coalspur | 0,00                            | AB-40 – Nordegg, Cadomin, Hinton                                                     | L'AB-47 sud devient l'AB-40 sud |
| Comté de Yellowhead               |          | 47,20                           | Traverse la rivière MacLeod                                                          | Traverse la rivière MacLeod     |
| Comté de Yellowhead               | 60,20    | AB-16 – Jasper, Edson, Edmonton | Échangeur vers et depuis AB-16 est; intersection à niveau vers et depuis AB-16 ouest |                                 |
| - Transition de route             |          |                                 |                                                                                      |                                 |